# 竹内えり
竹内 えり（たけうち えり、1976年3月4日 - ）は、日本の女優である。北海道小樽市出身。エム・エーフィールド所属。本名及び旧芸名：本間恵里、旧芸名：飛田恵里（ひだ えり）。
堀越高等学校卒業。1990年9月にN・A・Cに所属となってデビュー。

## 出演

### テレビドラマ
- うたう!大龍宮城 第5話（1992年、フジテレビ） - アジ 役
- 電光超人グリッドマン 第6話（1993年、TBS） - ユニゾン 役
- 特捜ロボ ジャンパーソン 第19話（1993年、テレビ朝日） - 里美 役
- NHKドラマ新銀河『南部大吉交番日記』（1993年、NHK）
- 戦国武士の有給休暇（1994年、NHK）
- 飛べないオトメの授業中（1994年、フジテレビ）
- 八代将軍吉宗（1995年、NHK） - 新典侍 役
- さすらい刑事旅情編（1995年、テレビ朝日）
- ハートにS 第15回「カモ」（1995年、フジテレビ）
- 姫将軍大あばれ 第47話（1996年、テレビ東京）
- 彼女たちの結婚（1997年、フジテレビ）
- 危険な恋のサスペンス『フラれる女「切れない女」』（1997年、TBS）
- 金曜エンタテイメント『悪いこと「閉ざす」』（1998年8月、フジテレビ）
- 火曜サスペンス劇場「事件記者」（1999年、日本テレビ）
- 金曜エンタテイメント ヒューマンドラマスペシャル「孫 まご」（2000年8月、フジテレビ）
- ラブコンプレックス 第3話（2000年10月、フジテレビ）
- 世にも奇妙な物語'01 春の特別編「株式男」（2001年4月、フジテレビ） - OL 役
- はみだし刑事情熱系 第6シリーズ（2001年10月 - 2002年3月、テレビ朝日） - 準レギュラー・倉石マミ 役
- 白い巨塔（2003年10月 - 2004年3月、フジテレビ）
- 土曜ワイド劇場『刑事の妻』（2005年7月、テレビ朝日）
- トリハダ4〜夜ふかしのあなたにゾクッとする話を 第三話「行き過ぎた愛情の記録」（2008年10月9日、フジテレビ）

### 配信ドラマ
- パンドラの果実〜科学犯罪捜査ファイル〜 Season3 第2話・第3話（2024年6月23日・30日、Hulu） - 鍵山朋子 役

### 映画
- GACHAPON!（2004年）
- 娘道成寺〜蛇炎の恋（2004年）
- コープスパーティー（2015年） - 篠崎ヨシエ 役
- トイレの花子さん新章 〜花子VSヨースケ〜（2016年） - 水峰美代 役

### オリジナルビデオ
- 新桃太郎伝説（1993年、予約特典のオリジナルビデオ） - ポチ 役

### 舞台
- 後楽園ファミリーミュージカル『わたしとわたし〜ふたりのロッテ〜』 - ルイーゼ 役
- 劇場空間天外ごっこ 誰がハドソン夏まつり'95 - 水貴 役

### CM
- ホクレン牛乳
- 片岡物産「アストリアスティックコーヒー」
- 花王「花王リンスのいらないメリット」
- オリエンタルランド
- ハドソン「桃太郎電鉄」「スーパーボンバーマン」「天外魔境」
  - 天外魔境ZERO - 水貴役
- カラオケクラブ ワオ
- 日本生命
- SONY インターネットラジオCM
- 武田薬品工業「ハイシーホワイト2」
- ブリヂストン「B-style 出産編」
- マクドナルド「うちの子はアーティスト編」